# Laughing on the Outside
Laughing on the Outside es el quinto álbum de Aretha Franklin editado en agosto de 1963.
- Datos: Q3827693